# Conus salletae
Espèce
Conus salletae est une espèce de mollusques gastéropodes marins de la famille des Conidae.
Comme toutes les espèces du genre Conus, ces escargots sont prédateurs et venimeux. Ils sont capables de « piquer » les humains et doivent donc être manipulés avec précaution, voire pas du tout.

## Description
La taille de la coquille varie entre 14 mm et 24 mm.

## Distribution
Cette espèce marine est présente au large de île de Boa Vista, au Cap-Vert.

## Taxonomie

### Publication originale
L'espèce Conus salletae a été décrite pour la première fois en 2014 par le malacologiste italien Cossignani dans « Malacologia Mostra Mondiale »,.

### Synonymes
- Africonus salletae T. Cossignani, 2014 · appellation alternative
- Conus (Lautoconus) salletae (T. Cossignani, 2014) · non accepté